# Christian Medical Fellowship
De Christian Medical Fellowship Nederland (CMF Nederland) is een christelijke beroepsvereniging voor artsen, tandartsen en medische en tandheelkundige studenten. Het voornaamste doel is de leden te ondersteunen bij het vanuit hun christelijke overtuiging vorm geven aan hun medisch denken en handelen.
CMF Nederland is aangesloten bij de wereldwijde International Christian Medical and Dental Association (ICMDA).

## Geschiedenis
In 1995 werd de Protestants-Christelijke Artsenorganisatie (PCAO) opgericht. Daarnaast ontstond in 2000 onder de naam CMF Holland een soortgelijke organisatie voor geneeskundestudenten. In 2001 zijn deze twee gefuseerd tot CMF Nederland. 

## Doelstellingen en werkwijze
Door middel van publicaties, conferenties, congressen, plaatselijke en regionale gespreksgroepen e.d. wordt getracht christen-artsen en studenten te ondersteunen in de medisch-ethische keuzes waar zij in hun beroep mee te maken krijgen, en hen waar nodig te informeren over alternatieve zorgvormen. Op verschillende punten, waaronder gezamenlijke cursussen, wordt samengewerkt met organisaties als het Nederlands Artsenverbond,  Healthcare Christian Fellowship en andere.

## Omvang
CMF Nederland heeft momenteel (1 december 2009) 492 leden, waarvan 236 artsen, 3 tandartsen, 90 arts-assistenten en 163 studenten.

## Verwante organisaties
- Nederlands Artsenverbond, niet specifiek christelijk, maar met vergelijkbare doelstrellingen
- Healthcare Christian Fellowship, soortgelijke organisatie, gericht op verpleegkundigen, verzorgenden, paramedici e.d.
- Nederlandse Patiëntenvereniging, richt zich op patiënten
- Juristenvereniging Pro Vita, niet specifiek christelijk, maar tracht medische ethiek te bevorderen